# Kenneth French
 (juillet 2022).
Kenneth R. French est un économiste américain né le 10 mars 1954. Il est professeur de finance à la Tuck School of Business du Dartmouth College. Il est célèbre pour son travail avec Eugene Fama sur l'évaluation des actifs. Ensemble, ils ont mené des travaux remettant en cause le modèle d'évaluation des actifs financiers et développé le modèle Fama-French à trois facteurs.

## Publications
- (en) Eugene F. Fama et Kenneth R. French, « The Cross-Section of Expected Stock Returns », Journal of Finance, vol. 47, no 2,‎ 1992, p. 427–465 (DOI 10.2307/2329112)
- (en) Eugene F. Fama et Kenneth R. French, « Common Risk Factors in the Returns on Stocks and Bonds », Journal of Financial Economics, vol. 33, no 1,‎ 1993, p. 3–56 (DOI 10.1016/0304-405X(93)90023-5)